# Чоколоски (Флорида)
Чоколоски (енгл. Chokoloskee) насељено је место без административног статуса у америчкој савезној држави Флорида.

## Демографија
По попису из 2010. године број становника је 359, што је 45 (-11,1%) становника мање него 2000. године.
| Група             | 2000.       | 2010.       |
| Белци             | 390 (96,5%) | 337 (93,9%) |
| Афроамериканци    | 0 (0,0%)    | 0 (0,0%)    |
| Азијати           | 0 (0,0%)    | 0 (0,0%)    |
| Хиспаноамериканци | 9 (2,2%)    | 20 (5,6%)   |
| Укупно            | 404         | 359         |